# Polyolefin

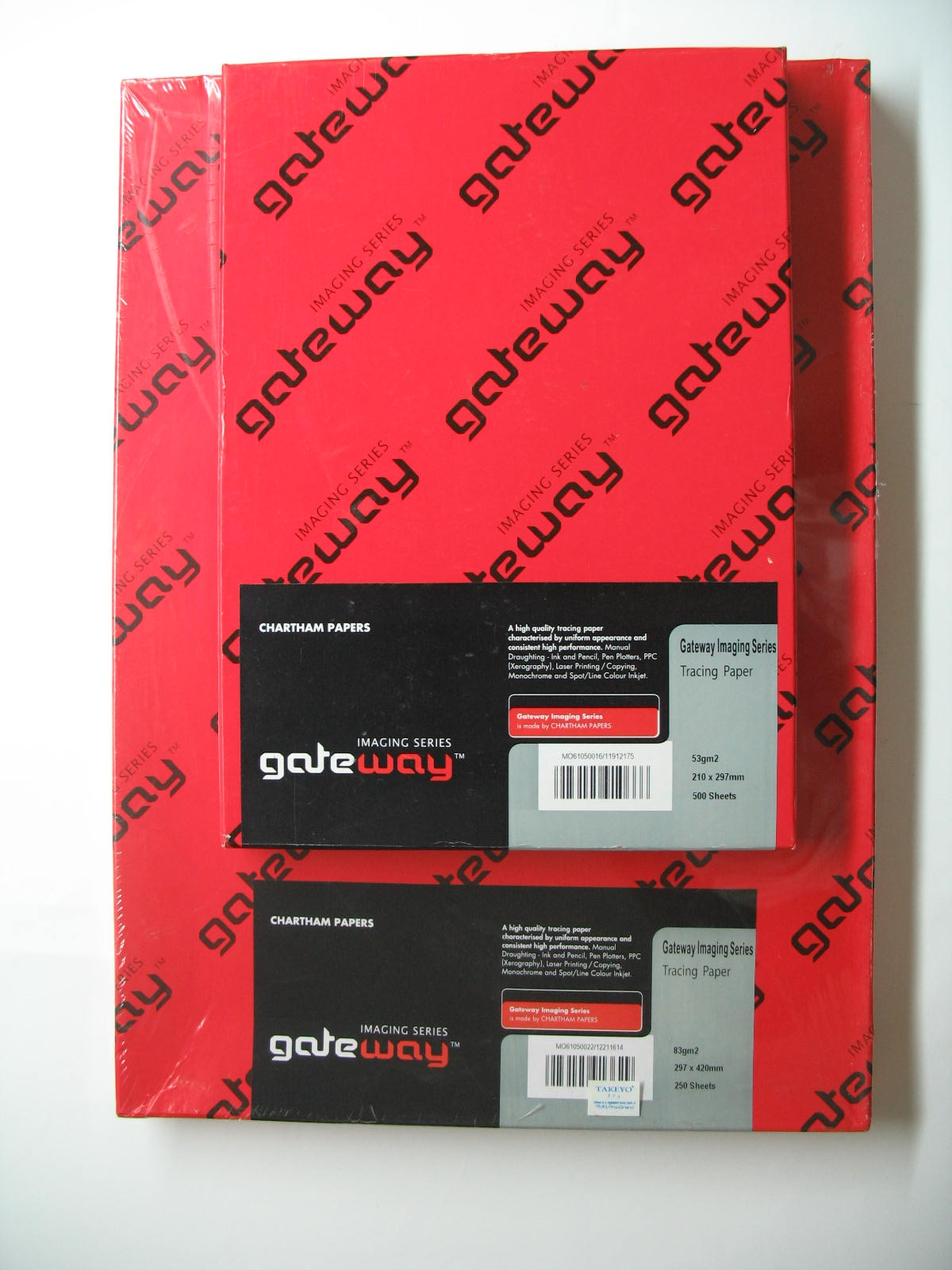
Hộp giấy can được đóng gói bằng màng co mềm POF

Màng co POF, tên đầy đủ là màng co mềm polyolefin, là một vật liệu hóa chất polymer chế tạo từ nhựa polyolefin qua hệ thống máy ép đùn.  Ví dụ, polyethylene là polyolefin sản xuất bởi quá trình polymer hóa ethylene olefin. Một thuật ngữ tương đương là polyalkene; đây là một thuật ngữ hiện đại hơn, mặc dù polyolefin vẫn được sử dụng trong ngành công nghiệp hóa dầu.
Nhựa Polyolefin là kết quả trùng hợp nhiều olefin (Anken)
Màng co POF thường có 3 lớp: TERPP/LLDPE/TERPP

## Tính chất
Ngoại quan: Mỏng, nhẹ, trong, dai, không mùi

1-hexene, một loại alpha-olefin

- Lý tính:

| Độ dày màng (μm) | Định lượng (g/m²) | Trọng lượng riêng (kg/m³) | Tỷ lệ dãn % | Lực kéo giãn N | Tỷ lệ co % | Độ dai chống xé rách N/m² | Độ bền vệt dán N/m² | Độ che ánh sáng (Độ trong) % | Hàm lượng chất không cháy % |  |
| ---------------- | ----------------- | ------------------------- | ----------- | -------------- | ---------- | ------------------------- | ------------------- | ---------------------------- | --------------------------- |  |
| 12               | 11.53             | 961                       | 120-110     | 120-125        | 62-67      | 20-22                     | 40                  | 1.3                          | 0.15                        |  |
| 15               | 14.42             | 961                       |             |                |            |                           |                     |                              |                             |  |
| 19               | 18.26             | 961                       |             |                |            |                           |                     |                              |                             |  |
| 25               | 24.03             | 961                       |             |                |            |                           |                     |                              |                             |  |
| 30               | 28.83             | 961                       |             |                |            |                           |                     |                              |                             |  |

- Hóa tính:

## Công dụng
Bao bọc các sản phẩm. Như đồ văn phòng, hộp lọ...
- Mục đích:
  - Chống bụi bẩn, vi khuẩn.
  - Chống hơi ẩm xâm nhập vào hàng hóa.
  - Chống xước, rách bề mặt hàng hóa.